# Andrena richardsi
Andrena richardsi är en biart som beskrevs av Hirashima 1957. Andrena richardsi ingår i släktet sandbin, och familjen grävbin. Inga underarter finns listade i Catalogue of Life.